# Muddy Waters
McKinley Morganfield (Issaquena, Misisipi, 4 de abril de 1913-Westmont, Illinois, 30 de abril de 1983), más conocido como Muddy Waters, fue un músico de blues estadounidense, generalmente considerado el padre del Chicago blues. Su figura y su sonido fueron, del mismo modo, una de las máximas inspiraciones para la escena del blues británico, que comenzó a despuntar en el Reino Unido hacia principios de la década de 1960.
Muddy Waters ha sido ubicado en el puesto #17 de la lista de los más grandes artistas de todos los tiempos realizado por la revista Rolling Stone.

## Biografía y carrera
Waters fue grabado por primera vez en una plantación del delta del Misisipi por Alan Lomax para la Biblioteca del Congreso en 1940. Más tarde se mudó a Chicago, Illinois, donde pasó de la guitarra acústica a la guitarra eléctrica, volviéndose cada vez más popular entre los músicos negros de la época.
La forma de tocar de Waters es altamente característica dado su uso del slide. Su primera grabación para Chess Records mostraba a Waters en guitarra y voces, apoyado por un contrabajo. 
Más tarde añadió percusión y la armónica de Little Walter para completar su clásica formación de blues.
Con su voz rica y profunda y su carismática personalidad, apoyado por un gran grupo de estrellas, Waters pronto se convirtió en la figura más reconocible del Chicago blues, y B.B. King lo recordaría como el "Jefe de Chicago". Todas sus bandas fueron un quién-es-quién de los grandes del Chicago blues: Little Walter, Big Walter Horton, James Cotton, Junior Wells, Carey Bell en la armónica, Willie Dixon en el bajo, Otis Spann, Pinetop Perkins en el piano, Buddy Guy en la guitarra, entre otros.
Las grabaciones de Waters de finales de los 50 y principios de los 60 son particularmente notables. Muchas de las canciones que tocó se convirtieron en clásicos, entre ellas: "Got My Mojo Working", "Hoochie Coochie Man", "She's Nineteen Years Old" y "Rolling and Tumbling" son todos grandes clásicos, muy frecuentemente objetos de versiones por bandas de diferentes géneros.
Su influencia ha sido enorme a través de muchísimos géneros musicales, como el blues, rhythm & blues, rock, folk, jazz y el country. 
Waters ayudó a Chuck Berry a conseguir su primer contrato de grabación.

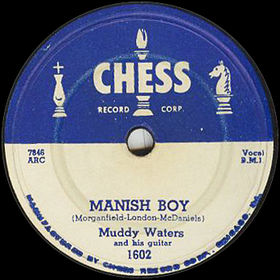
Mannish Boy

## Giras inglesas e influencia en el rock
Sus giras por Inglaterra a principios de la década de 1960 marcaron, posiblemente, el primer antecedente de una banda amplificada haciendo algo cercano al hard rock allí (uno de los críticos presentes señaló que se retiró al baño a escribir su reseña, ya que la música estaba demasiado alta).
Entre sus admiradores prominentes en la escena rhythm & blues inglesa de los años 60 sobresalen los Rolling Stones, quienes se bautizaron con ese nombre por la canción de Waters de 1948 "Rollin' Stone", también conocida como "Catfish Blues".
Eric Clapton es un gran admirador de Waters, quien fue una importante influencia en sus años formativos.
Su banda Cream grabaría una versión de "Rolling and Tumbling" en su álbum debut Fresh Cream, de 1966.
El gran éxito de Led Zeppelin "Whole Lotta Love" está basado en la canción de Muddy Waters "You Need Love", que fue escrita por Willie Dixon, quien escribió algunas de las canciones más famosas: "I Just Want to Make Love to You", "I'm your Hoochie Coochie Man" y "I'm Ready". Otras canciones características de Muddy Waters son "Long Distance Call", "Mannish Boy" o "I've Got My Mojo Working", compuesta por Preston Foster.
Jimi Hendrix, quien versionaría la mencionada "Rollin' Stone" ("Catfish Blues"), citó a Waters como "el primer guitarrista que le llamó la atención y le impresionó de joven".
Por su parte, el guitarrista y líder de AC/DC, Angus Young, menciona a Muddy Waters como una de sus mayores influencias, y el título de su canción "You Shook Me All Night Long" (del álbum Back in Black) viene del tema "You Shook Me", compuesto por Willie Dixon, y popularizado por Muddy ("You Shook Me" también fue grabado por Led Zeppelin para su álbum debut de 1969).
Su última aparición en vivo fue durante un concierto de Eric Clapton en Florida, en el otoño de 1982.

## Fallecimiento
Muddy Waters murió de un ataque al corazón mientras dormía, en Westmont, Illinois, a los 70 años, el 30 de abril de 1983, y fue enterrado en el cementerio de Restvale, en Alsip, Illinois, cerca de Chicago.

## Discografía

### Álbumes de estudio
- Muddy Waters Sings Big Bill (Chess, 1960)
- Folk Singer (Chess, 1964)
- Brass and the Blues (Chess, 1966)
- Electric Mud (Chess, 1968)
- After the Rain (Chess, 1969)
- Fathers and Sons (Chess, 1969)
- The London Muddy Waters Sessions (Chess, 1972)
- Can't Get No Grindin' (Chess, 1973)
- 'Unk' in Funk (Chess, 1974)
- Muddy Water's Woodstock Album (Chess, 1975)
- Hard Again (Blue Sky, 1977)
- I'm Ready (Blue Sky, 1978)
- King Bee (Blue Sky, 1981)